# Екълс (окръг)
Окръг Екълс (на английски: Echols County) е окръг в щата Джорджия, Съединени американски щати. Площта му е 1090 km², а населението - 4253 души. Административен център е населеното място Стейтънвил.